# Feu de joie (poèmes)
Pour les articles homonymes, voir Feu de joie (homonymie).

Feu de joie est le premier recueil de poèmes de Louis Aragon, écrit pour l'essentiel en 1919 et publié en 1920. Il est composé de 23 poèmes et s'inscrit dans un mouvement proche du dadaïsme et, selon Alain Jouffroy, dans les « préparatifs du surréalisme »,.
Aragon est alors sous l'influence de Lautréamont et d'Arthur Rimbaud. Le recueil est proche de Mont de piété publié quasiment en même temps par André Breton, et cherche à repoétiser le quotidien en faisant éclater les cadres de la poésie traditionnelle.

## Contexte
Louis Aragon a rencontré André Breton en septembre 1917 ; Philippe Soupault s'adjoint rapidement à eux. Ils sont enthousiasmés par le mouvement d'avant-garde dada qui remet en cause toutes les assises traditionnelles de la culture et promeut un nouvel art ; ils accueilleront avec enthousiasme, le 17 janvier 1920, l'arrivée de Tristan Tzara à Paris. Leurs maîtres poétiques sont à l'époque Lautréamont et Arthur Rimbaud.
René Hilsum crée en 1919 les éditions Au sans pareil, pour publier les textes d'Aragon, de Breton, de Soupault et de lui-même. Le groupe d'amis fonde également la revue Littérature, également éditée par Hilsum,. André Breton publie, chez Au Sang pareil, Mont de piété dans les mois qui précèdent Feu de joie. 
Aragon, Breton et Soupault sont également proches du milieu pictural ; le recueil d'Aragon est ainsi accompagné d'un frontispice de Pablo Picasso.

## Analyse
Les poèmes du recueil sont ceux d'une jeunesse en révolte. Ils expriment en revanche un enthousiasme pour la modernité, notamment le cinéma américain, le Paris des cafés et des métros. Il cherche à repoétiser le quotidien en partant de ce quotidien ; André Breton dira d'ailleurs en 1924 : « Aragon échappe plus aisément que quiconque au petit désastre du quotidien ».
Ils laissent peu de place à la versification traditionnelle mais montrent un attachement aux allitérations et assonances au sein du vers libre. Ce dernier commence à s'imposer dans la littérature française, notamment grâce au poème Zone qui ouvre le recueil Alcools de Guillaume Apollinaire, ainsi que La Prose du Transsibérien et de la petite Jehanne de France de Blaise Cendrars.
Ils s'inscrivent dans la recherche d'un « mouvement flou » promue par André Breton.